# Махамбетски район
Махамбетски район (на казахски: Махамбет ауданы) е съставна част на Атърауска област, Казахстан, обща площ 8229 км2 и население 35 321 души (по приблизителна оценка към 1 януари 2020 г.). Административен център е село Махамбет.